# Siro rubens
Espèce
Siro rubens est une espèce d'opilions cyphophthalmes de la famille des Sironidae.

## Distribution
Cette espèce est endémique de France. Elle se rencontre en Corrèze, en Cantal, en Aveyron, en Tarn, en Tarn-et-Garonne, en Hérault et en Haute-Garonne.

## Description
Le mâle décrit par Juberthie en 1967 mesure 1,54 mm et la femelle 1,67 mm.

## Publication originale
- Latreille, 1802 : « Famille Troisième. Phalangiens. » Histoire naturelle, générale et particulière des Crustacés et des Insectes, F. Dufart, Paris, p. 60–62 (texte intégral).